# Anita
Anita (en xinès, 梅艷芳) és una pel·lícula de drama biogràfic de Hong Kong del 2021 sobre l'estrella de pop cantonès Anita Mui, dirigida per Longman Leung, amb un guió escrit pel mateix Leung i Jack Ng. Louise Wong, en el seu debut a la pantalla, protagonitza la cantant protagonista, que representa la seva vida des de la infància fins als darrers moments abans de la seva mort per càncer cervical el 2003. La pel·lícula compta amb un repartiment coral, que inclou Fish Lew, Gordon Lam i Louis Koo en els papers secundaris. S'ha subtitulat al català.
La producció de la pel·lícula va començar en la dècada de 2010 quan Bill Kong, president d'Edko Films, va iniciar el projecte per commemorar el llegat de Mui. Leung va signar el projecte i va trigar més d'un any a escriure el guió amb Ng, així com a tancar el repartiment. El rodatge principal va tenir lloc el 2018.
Tot i que la data inicial d'estrena de 2020 es va retardar a causa de la pandèmia de COVID-19, Anita es va estrenar a Hong Kong el 12 de novembre de 2021, seguit d'alguns països del sud-est asiàtic el mateix mes. La pel·lícula va rebre crítiques mixtes i positives i va debutar a taquilla amb una recaptació de 12 milions de dòlars de Hong Kong amb projeccions prèvies.
A partir del 2 de febrer de 2022, es va publicar digitalment una minisèrie de cinc capítols a Disney+, amb una hora de material addicional.

## Sinopsi
La pel·lícula segueix la vida de la cantant i actriu hongkonguesa de pop cantonès Anita Mui. La pel·lícula comença des de la seva vida com a intèrpret infantil amb la seva germana Ann Mui al parc d'atraccions Lai Chi Kok, ara enderrocat, i segueix la seva relació amb el seu dissenyador de moda Eddie Lau, la seva companya cantant Leslie Cheung, els exnòvios Goto Yuki i Ben Lam, la seva carrera artística i fins a la mort de Mui el 2003.

## Repartiment
- Louise Wong com a Anita Mui[15][16][17]
- Ayumu Nakajima com a l'ex-xicot de l'Anita Goto Yuki, que es basa en el cantant japonès Masahiko Kondō[18]
- Tony Yang com el seu segon exxicot Ben Lam[19]
- Louis Koo com el dissenyador de moda Eddie Lau
- Gordon Lam com l'executiu So Haau Leung de Capital Artists
- Miriam Yeung com a Florence Chan, una agent de talent a Capital Artists
- Fish Lew com la germana de l'Anita, Ann Mui
- Terrance Lau com a Leslie Cheung
- David Siu com a l'inversor cinematogràfic de la tríada Boss Kwok, que es basa en el productor de cinema Wong Long-wai, que forma part de la tríada 14K[20][21]
- Waise Lee com el productor de cinema Leonard Ho